# Casavatore
Casavatore là một đô thị ở tỉnh Napoli ở vùng Campania, cách khoảng 8 km về phía bắc của Napoli. Tại thời điểm ngày 31 tháng 12 năm 2004, đô thị này có dân số 19.608 người và diện tích là 1,62 km².
Casavatore giáp các đô thị: Arzano, Casoria, Napoli.